# فرودگاه بین‌المللی ال دورادو
فرودگاه بین‌المللی ال دورادو (به انگلیسی: El Dorado International Airport) (به زبان بومی: Aeropuerto Internacional El Dorado) یک فرودگاه همگانی و نظامی بهره‌برداری هوایی با کد یاتا BOG است که یک باند فرود آسفالت دارد و طول باند آن ۳۸۰۰ متر است. این فرودگاه در شهر بوگوتا کشور کلمبیا قرار دارد و در ارتفاع ۲۶۲۸ متری از سطح دریا واقع شده‌است.

## شرکت‌های هواپیمایی و مقصدهای پروازی

### مسافری
| شرکت‌های هواپیمایی    | مقصدهای پروازی | Terminal |
| -------------------- | --- | -------- |
| ارولینیاس آرژانتیناس | مینیسترو پیستارینی | 1-I      |
| آئرومکزیکو           | مکزیکو سیتی | 1-I      |
| ایر کانادا روژ       | پیرسون تورنتو | 1-I      |
| ایر اروپا            | مادرید-باراخاس | 1-I      |
| ایر فرانس            | شارل دوگل پاریس | 1-I      |
| امریکن ایرلاینز      | دالاس-فورت ورث، میامی | 1-I      |
| اویانکا              | کویین بیاتریکس، بارسلونا-ال پرات، لوگان, مینیسترو پیستارینی، کانکون، کینتانا رو، هاتو، فورت لادردیل–هالیوود، لا آررا، خوزه مارتی، ال آلتو، خورخه چاوز، هیترو لندن، لس‌آنجلس، مادرید-باراخاس، مکزیکو سیتی، میامی، کراسکو، جان اف کندی، اورلاندو، پونتا کانا، ریو دوژانیرو گالیائو، لوئیز مونز مارین، السالوادور، لا امریکاس، کومودورو ارتورو مرینو بنیتز، سائو پائولو گوارولوس، ویرو ویرو (برقراری مجدد از ۲۹ اکتبر ۲۰۱۷), دالس واشینگتن | 1-I      |
| اویانکا              | ارنستو کورتیسوز، آلفونسو بونییا آراگون، رافائل ناندز، خوزه ماریا کوردوا، ماتکانا | 1-D      |
| اویانکا              | ال ادن، یاریگویس، پالونگرو، Corozal (آغاز از ۱ اکتبر ۲۰۱۷), کمیلو دازا، گوستاو آرتونداگا پردس، پرالس, آلفردو واسکوز کوبو، لا نوبیا، لوس گارزونس، بنیتو اسالا، آنتونیو نارینیو، گویی‌لرمو لیون والنسیا، المیرانت پادیلا، گوستاو روجاس پینیلا، سیمون بولیوار، آلفونسو لوپز پوماریو، لا ونگوردیا، ال الکراوان | 2        |
| اویانکا برزیل        | پینتو مارتینز، دپوتادو لوئیس ادواردو مگاهاس (آغاز از ۱۵ سپتامبر ۲۰۱۷) | 1-I      |
| اویانکا کاستاریکا    | خوآن سانتاماریا | 1-I      |
| اویانکا اکوادور      | کویین بیاتریکس، خوزه خواکین د اولمدو، توکومن، نیو کیتو | 1-I      |
| اویانکا السالوادور   | السالوادور | 1-I      |
| اویانکا پرو          | الیاندرو ولاسکو استیت، خورخه چاوز | 1-I      |
| اویور ایرلاینز       | آرتورو میچلنا | 1-I      |
| کوپا ایرلاینز        | توکومن | 1-I      |
| کوپا ایرلاینز کلمبیا | توکومن | 1-i      |
| هواپیمایی کوبا       | خوزه مارتی | 1-I      |
| دلتا ایرلاینز        | هارتسفیلد-جکسون آتلانتا | 1-I      |
| ایزی‌فلای             | پرالس، بنیتو اسالا، گویی‌لرمو لیون والنسیا، ال کرانو، ال الکراوان | 1-D      |
| ایبریا ایرلاین       | مادرید-باراخاس | 1-I      |
| Interjet             | کانکون، کینتانا رو، مکزیکو سیتی | 1-I      |
| جت‌بلو                | فورت لادردیل–هالیوود، اورلاندو | 1-I      |
| کاال‌ام               | اسخیپول آمستردام1 | 1-I      |
| تام ایرلاینز         | مینیسترو پیستارینی، سائو پائولو گوارولوس | 1-I      |
| لان ایرلاینز         | میامی، کومودورو ارتورو مرینو بنیتز | 1-I      |
| لان کلمبیا           | کویین بیاتریکس، کانکون، کینتانا رو، میامی | 1-I      |
| لان کلمبیا           | ارنستو کورتیسوز، پالونگرو، آلفونسو بونییا آراگون، رافائل ناندز، کمیلو دازا، آلفردو واسکوز کوبو, خوزه ماریا کوردوا، لوس گارزونس، ماتکانا، گوستاو روجاس پینیلا، سیمون بولیوار, آلفونسو لوپز پوماریو، ال الکراوان | 1-D      |
| لان پرو              | خورخه چاوز | 1-I      |
| لوفت‌هانزا            | فرانکفورت | 1-I      |
| ساتنا                | آنتونیو رولدن بتنکورت، سانتیاگو پتی‌آزه گویرز، جراردو تبار لوپز، Corozal، سن لویس، گوستاو آرتونداگا پردس، لا ماکارنا، انریکه اولایا هررا، فابیو آلبرتو لئون بنتلی، آنتونیو نارینیو، سوم مه، اوباندو، خرمن اولانو، ال کرانو، خورخه انریکه گونزالس تورس، ادواردو فایا سولانو، لوس کولونیزادورس، ویلا گرزون، لا ونگوردیا | 1-D      |
| Spirit Airlines      | فورت لادردیل–هالیوود | 1-I      |
| TAME                 | سیمون بولیوار، نیو کیتو | 1-I      |
| ترکیش ایرلاینز       | آتاترک2 | 1-I      |
| یونایتد ایرلاینز     | جرج بوش، لیبرتی نیوآرک | 1-I      |
| Viva Colombia        | خورخه چاوز، Panama City–Balboa | 1-I      |
| Viva Colombia        | ارنستو کورتیسوز، پالونگرو، آلفونسو بونییا آراگون، رافائل ناندز، خوزه ماریا کوردوا، لوس گارزونس، ماتکانا، گوستاو روجاس پینیلا، سیمون بولیوار | 1-D      |
| Wingo                | کویین بیاتریکس، کانکون، کینتانا رو، سیمون بولیوار، خوزه مارتی، مکزیکو سیتی، Panama City-Balboa، پونتا کانا، نیو کیتو | 1-I      |
| Wingo                | گوستاو روجاس پینیلا، رافائل ناندز | 1-D      |

Note:
- ^  کاال‌ام's flight from Bogotá to Amsterdam makes a stop in Cartagena. However, the airline does not have traffic rights to transport passengers solely between Bogotá and Cartagena.
- ^  ترکیش ایرلاینز' flight from Bogotá to Istanbul makes a stop in Panama City. However, the airline does not have traffic rights to transport passengers solely between Bogotá and Panama City.

### باری
| شرکت‌های هواپیمایی                        | مقصدهای پروازی                                                                                      |
| ---------------------------------------- | --------------------------------------------------------------------------------------------------- |
| AeroSucre                                | نیو کیتو                                                                                            |
| Avianca Cargo                            | سیلویو پتیروسی، خورخه چاوز، مکزیکو سیتی، میامی، کراسکو، توکومن، نیو کیتو، لوئیز مونز مارین، لا آررا |
| کارگولوکس                                | رافائل هرناندز، کاتوپکسی، لوگزامبورگ - فیندل                                                        |
| Centurion Air Cargo                      | میامی                                                                                               |
| Cielos del Perú                          | خورخه چاوز                                                                                          |
| دی‌اچ‌ال اوییشن اجرا توسط DHL Aero Expreso | توکومن                                                                                              |
| هواپیمایی اتحاد                          | ابوظبی، اسخیپول آمستردام، گرانتلی ادمز، میلانو مالپنسا، لوئیز مونز مارین                            |
| فدکس اکسپرس                              | ممفیس                                                                                               |
| KF Cargo                                 | میامی                                                                                               |
| کورین ایر                                | ناریتا، اینچئون                                                                                     |
| LATAM Cargo Brasil                       | پینتو مارتینز، خوزه خواکین د اولمدو، ادواردو گومز، میامی، نیو کیتو                                  |
| LATAM Cargo Colombia                     | میامی، ریو دوژانیرو گالیائو، نیو کیتو، اسخیپول آمستردام                                             |
| Líneas Aéreas Suramericanas              | کویین بیاتریکس، نیو کیتو                                                                            |
| Martinair                                | اسخیپول آمستردام، رافائل هرناندز، کومودورو ارتورو مرینو بنیتز                                       |
| MasAir                                   | دن میگوئل هیدالگو وای کوستیا، مکزیکو سیتی                                                           |
| TAB - Transportes Aéreos Bolivianos      | میامی، ویرو ویرو                                                                                    |
| یوپی‌اس ایرلاینز                          | لوئیویل                                                                                             |
| Vensecar Internacional                   | سیمون بولیوار                                                                                       |